# لورانس كوري
لورانس كوري (بالإنجليزية: Lawrence Corey)‏ هو عالم فيروسات أمريكي، ولد في 14 فبراير 1947.

## وصلات خارجية
- الموقع الرسمي